# Бломак
Блома́к (фр. Blomac) — коммуна во Франции, находится в регионе Лангедок — Руссильон. Департамент коммуны — Од. Входит в состав кантона Капандю. Округ коммуны — Каркасон.
Код INSEE коммуны — 11042.

## Население
Население коммуны на 2008 год составляло 200 человек.
| 1962 | 1968 | 1975 | 1982 | 1990 | 1999 | 2008 |
| ---- | ---- | ---- | ---- | ---- | ---- | ---- |
| 217  | 246  | 206  | 210  | 221  | 200  | 200  |

## Экономика

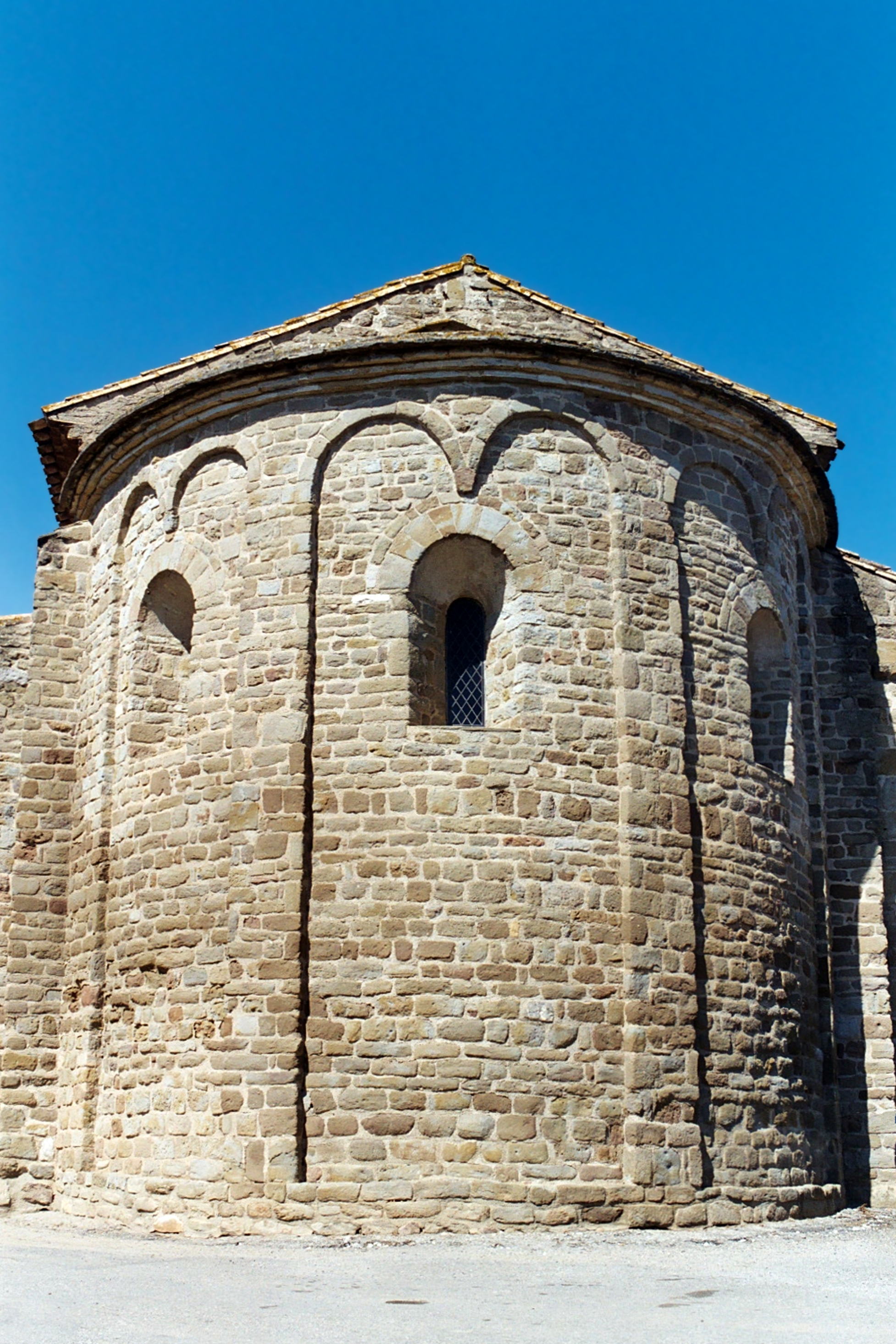
Церковь Сент-Этьен

В 2007 году среди 120 человек в трудоспособном возрасте (15—64 лет) 94 были экономически активными, 26 — неактивными (показатель активности — 78,3 %, в 1999 году было 60,0 %). Из 94 активных работали 79 человек (45 мужчин и 34 женщины), безработных было 15 (8 мужчин и 7 женщин). Среди 26 неактивных 5 человек были учениками или студентами, 17 — пенсионерами, 4 были неактивными по другим причинам.

## Достопримечательности
- Романская церковь Сент-Этьен
- Замок Бломак (в частной собственности)